# Pierre-Joseph-Félix-Romuald Maisonnet
Pierre-Joseph-Félix-Romuald Maisonnet, francoski general, * 7. februar 1885, † 23. maj 1964.